# يان كريست
يان كريست Jan Christ واسمه الأصلي كريستيان هوفمان Christian Hoffmann (ولد في جينتين في 28 يونيو 1934) كاتب قصصي ألماني.

## حياته
عاصر كريست في صباه الحرب العالمية الثانية في بولندا, وبعد انتهائها في عام 1945 رحل إلى برلين في ألمانيا الشرقية. وحتى هروبه إلى ألمانيا الغربية في عام 1957, كان كريست يعمل ممثلا وبائع كتب في ألمانيا الشرقية.وفي ألمانيا الغربية عمل بين 1962 و 1974 في مجال التعليم في ولاية زاكسن السفلى Niedersachsen.
وبدأ في عام 1974 ينشر كتاباته الأدبية تحت اسم «يان كريست», فنشر العديد من العمال القصصية والتمثيليات الإذاعية والمسرحيات. وحصل في عام 1986 على الجائزة الأدبية التشجيعية من مدينة هامبورغ.
ويقيم كريست حاليا في برلين, ولديه ابنتان من زيجتين سابقتين إحداهما كانت من الكاتبة زيبلله شيفر هوفمان Sybelle Schäfer-Hoffmann.

## من أعماله
- طبقات الإسفلت 1976
- الصباح في الريف 1980
- زجاج 1990
- الكتابة بالدخان 1991
- سطور فيينا 1993
- أنا فينتشر 1995